# 2015 TG367
2015 TG367 est un transneptunien faisant partie des objets connus situés à plus de 2 fois la distance de Neptune. Il n'est pas considéré comme transneptunien extrême puisque son demi-grand axe est à 52 AU.